# فهرست وابسته‌های دیپلماتیک هائیتی

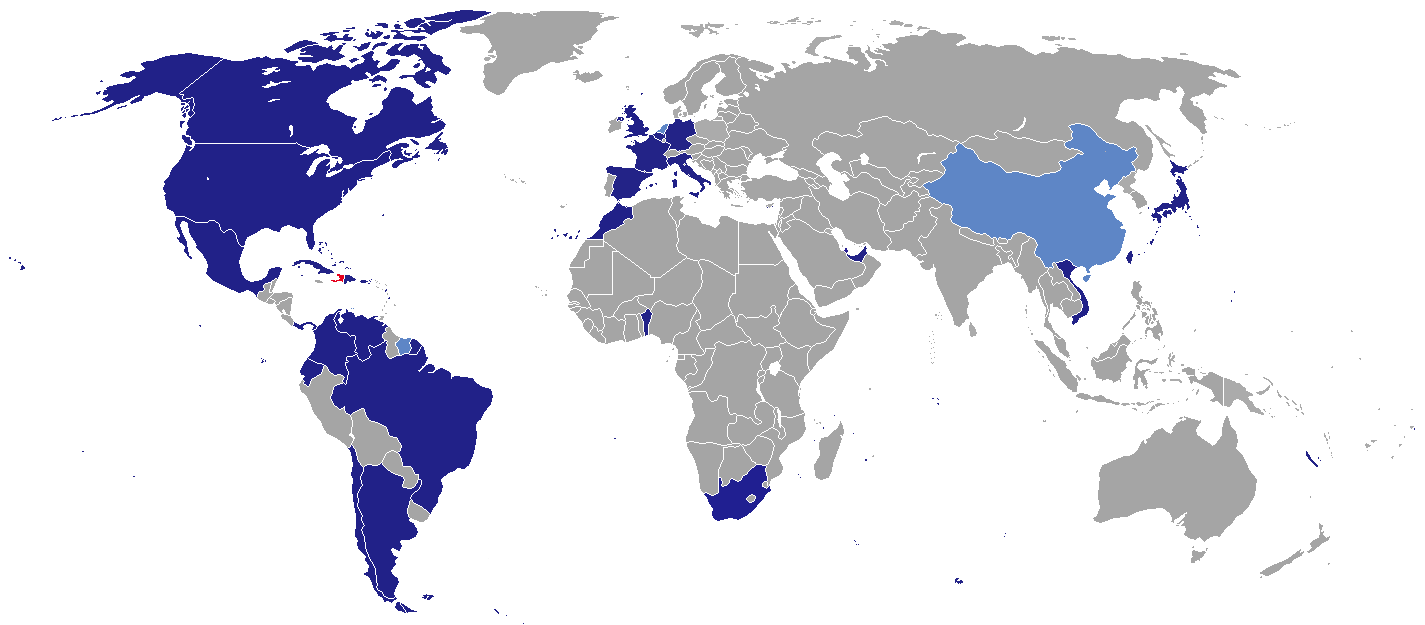
نقشهٔ وابسته‌های دیپلماتیک هائیتی

این مقاله شامل وابسته‌های دیپلماتیک هائیتی که کنسول‌گری‌های افتخاری را در بر نمی‌گیرد هائیتی حضور دیپلماتیک اندکی در سراسر جهان دارد و بیشتر وابسته‌های آن در قارهٔ آمریکا و دریای کارائیب واقع شده‌اند.

## آفریقا
- مراکش
  - رباط (سفارت)
  - داخله (سرکنسولگری)[۱][۲]
- آفریقای جنوبی
  - پرتوریا (سفارت)

## آمریکا
- آرژانتین
  - بوئنوس آیرس (سفارت)
- باهاما
  - Nassau (سفارت)
- برزیل
  - برازیلیا (سفارت)
- کانادا
  - اتاوا (سفارت)
  - مونترآل (سرکنسولگری)
- شیلی
  - Santiago (سفارت)
- کلمبیا
  - بوگوتا (سفارت)
- کوبا
  - هاوانا (سفارت)
- جمهوری دومینیکن
  - سانتو دومینگو (سفارت)
  - داخابون (سرکنسولگری)
  - Higüey (سرکنسولگری)
  - بارائونا (شهر) (سرکنسولگری)
  - سانتیاگو ده لوس کابایروس (سرکنسولگری)
- اکوادور
  - کیتو (سفارت)
- مکزیک
  - مکزیکوسیتی (سفارت)
  - تاپاچولا (کنسول‌گری)
- پاناما
  - پاناماسیتی (سفارت)
- سورینام
  - پاراماریبو (سرکنسولگری)
- ایالات متحده آمریکا
  - واشینگتن، دی.سی. (سفارت)
  - آتلانتا (سرکنسولگری)
  - بوستون (سرکنسولگری)
  - شیکاگو (سرکنسولگری)
  - میامی (سرکنسولگری)
  - New York (سرکنسولگری)
  - اورلندو، فلوریدا (سرکنسولگری)
- ونزوئلا
  - کاراکاس (سفارت)

## آسیا
- چین
  - پکن (دفتر توسعهٔ تجاری)
- ژاپن
  - توکیو (سفارت)
- قطر
  - دوحه (سفارت)
- تایوان
  - تایپه (سفارت)
- ویتنام
  - هانوی (سفارت)

## اروپا
- بلژیک
  - بروکسل (سفارت)
- فرانسه
  - پاریس (سفارت)
  - پاریس (سرکنسولگری)
  - کاین، گویان فرانسه (سرکنسولگری)
  - پوئنت-ا-پیتر، گوادلوپ (سرکنسولگری)
- آلمان
  - برلین (سفارت)
- سریر مقدس
  - رم (سفارت)[note ۱]
- ایتالیا
  - رم (سفارت)
- هلند
  - اورنجستاد، آروبا (سرکنسولگری)
  - ویلمستاد، کوراسائو (سرکنسولگری)
- اسپانیا
  - مادرید (سفارت)
- بریتانیا
  - لندن (سفارت)
  - Providenciales, جزایر تورکس و کایکوس (سرکنسولگری)

## سازمان‌های چندجانبه
- اتحادیه اروپا

- - بروکسل
- سازمان ملل متحد
  - ژنو (مأموریت دائمی در سازمان ملل متحد، سازمان‌های چندجانبه)
  - نیویورک (مأموریت دائم)
- سازمان کشورهای آمریکایی
  - واشینگتن، دی.سی. (مأموریت دائم)

## نگارخانه

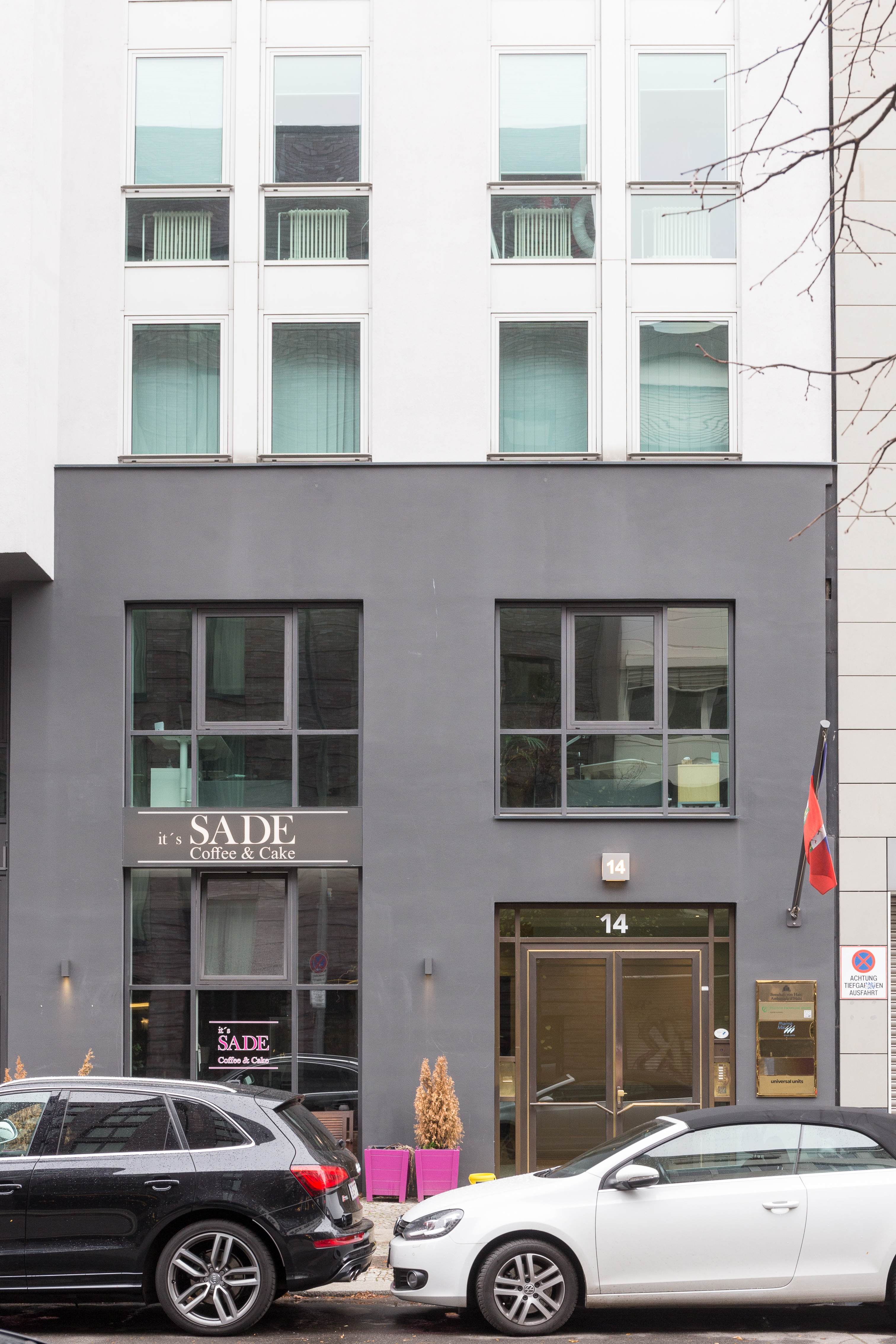
سفارت‌خانه در برلین
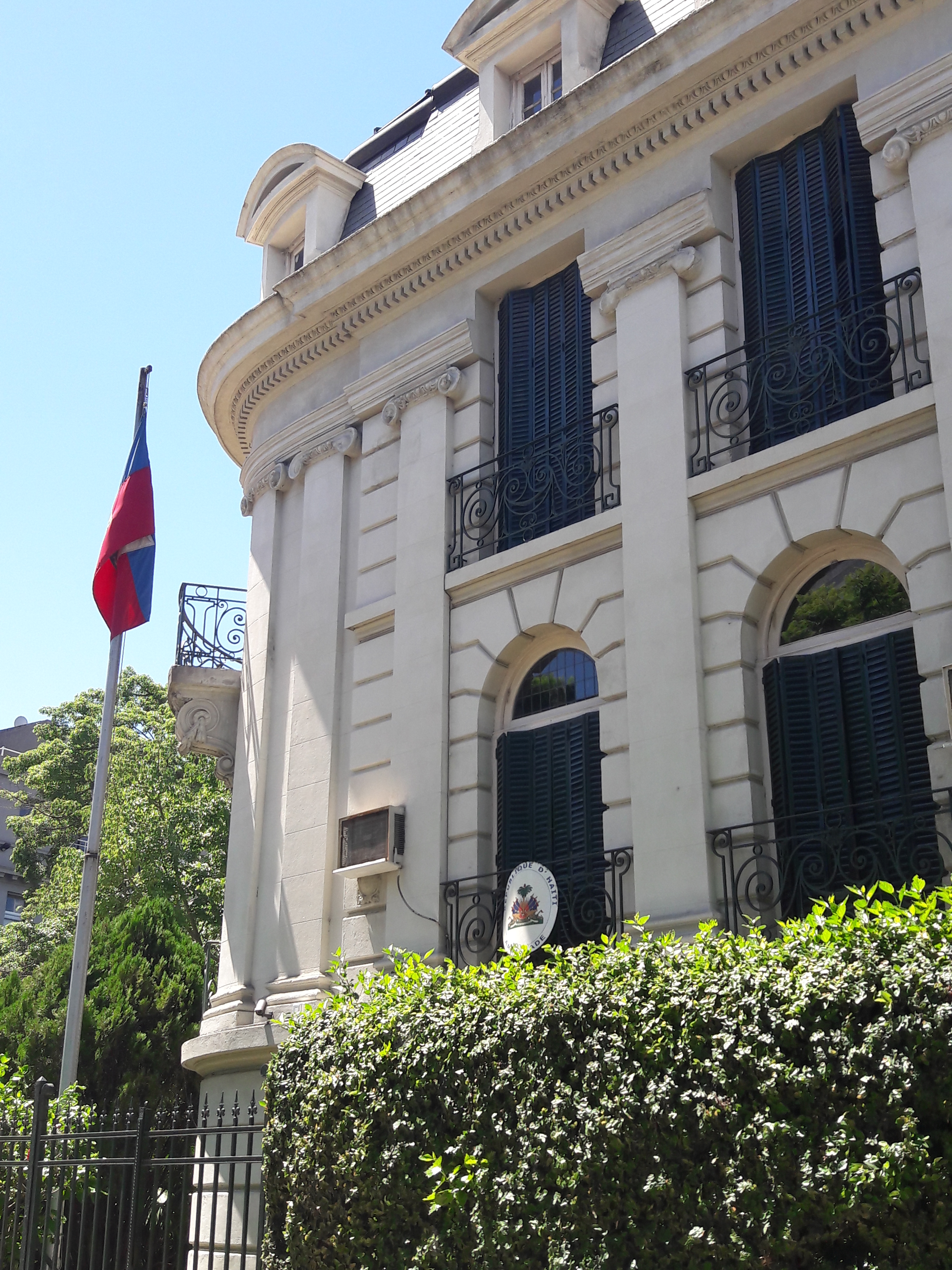
سفارت‌خانه در بوئنوس آیرس
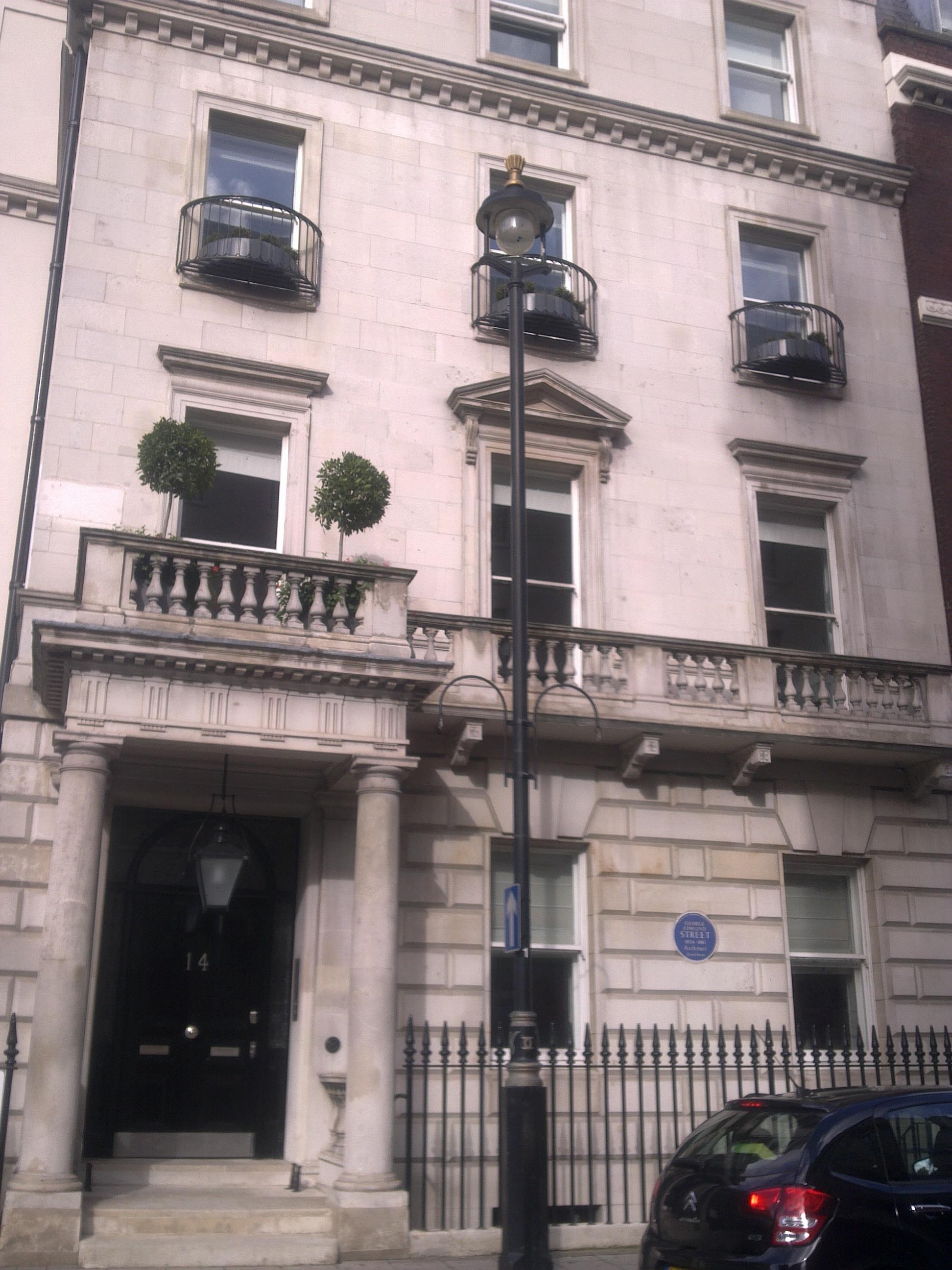
سفارت‌خانه در لندن
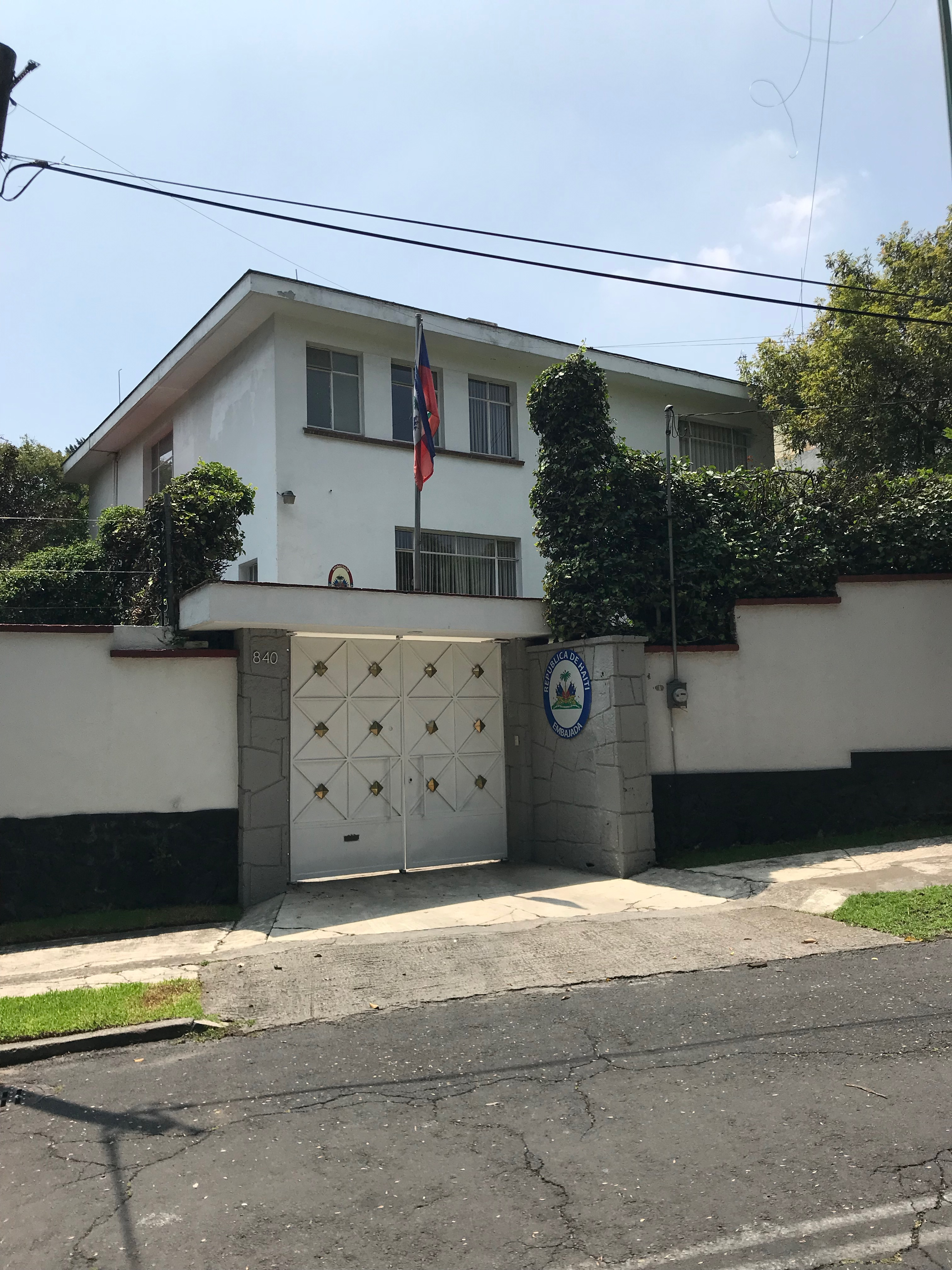
سفارت‌خانه در مکزیکوسیتی
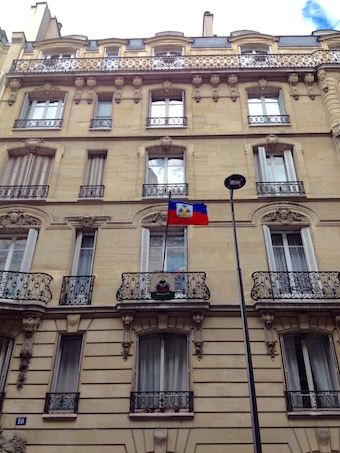
سفارت‌خانه در پاریس
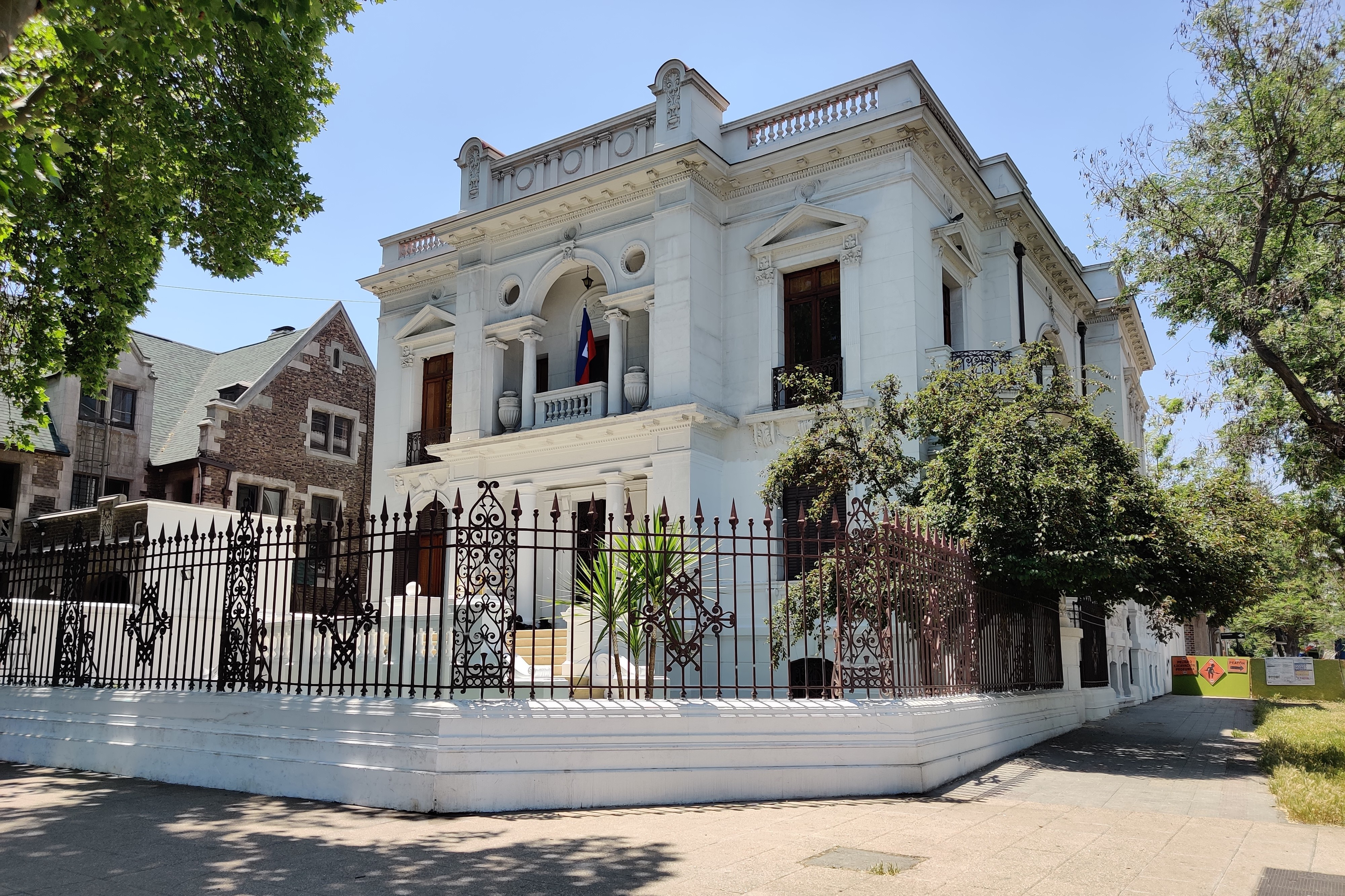
اقامتگاه سفیر هائیتی در سانتیاگو
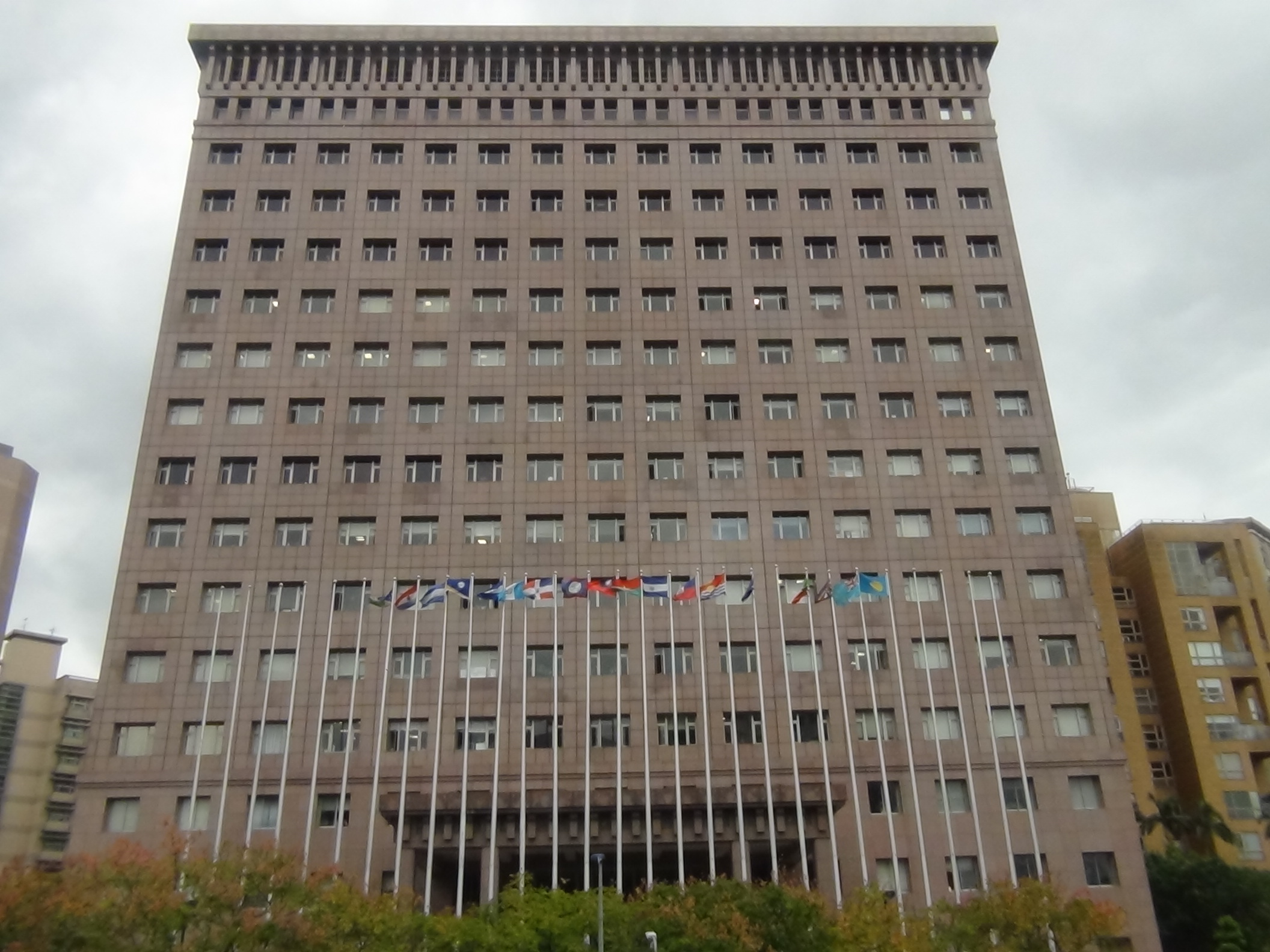
ساختمان میزبان سفارت در تایپه
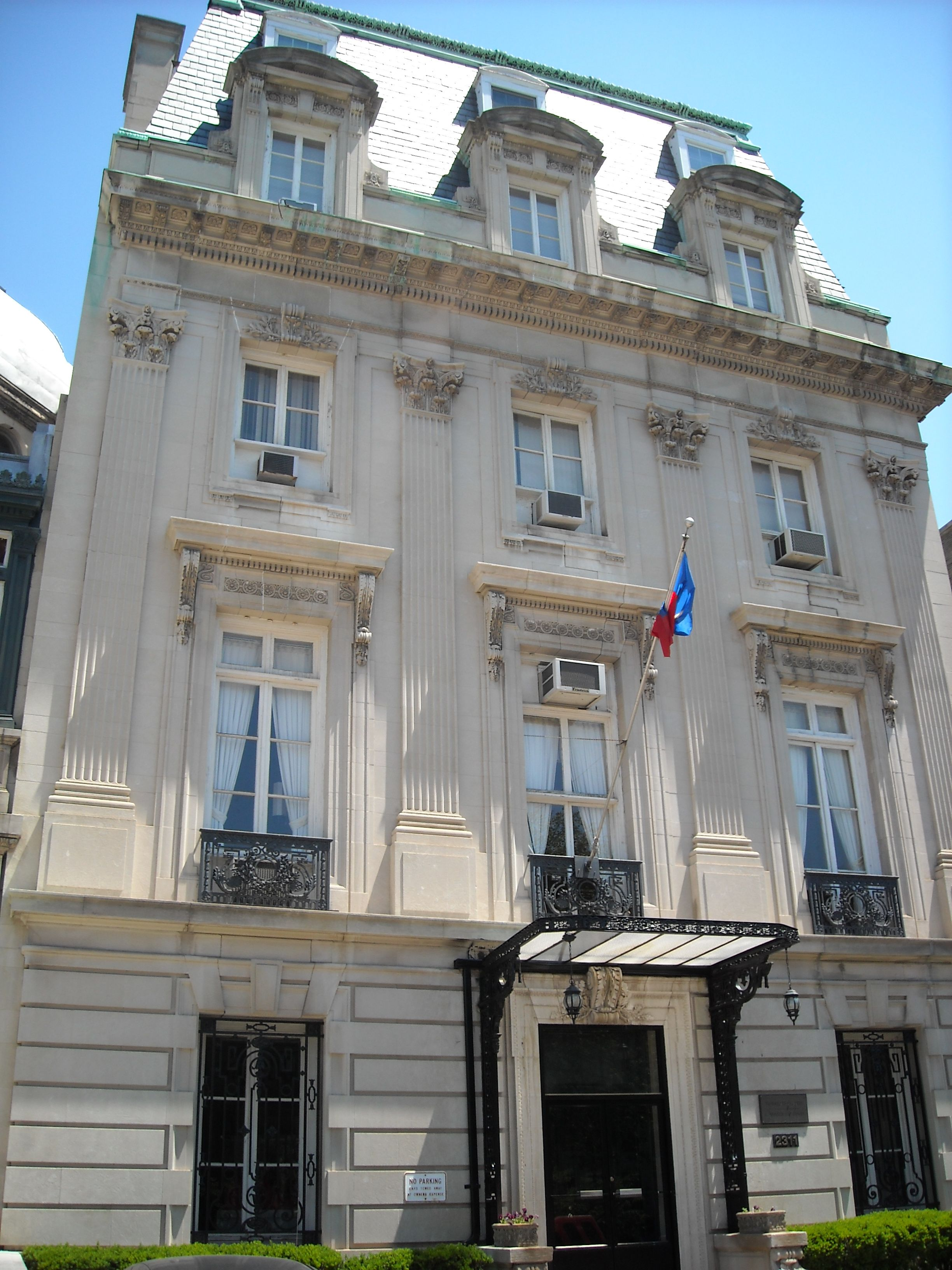
سفارت‌خانه در واشینگتن، دی.سی.